# 涂疇
涂疇（1439年—？），字有年，江西南昌府豐城縣人，匠籍，明朝政治人物。進士出身。

## 生平
早年出身國子生，江西鄉試第四名。成化十四年（1478年）戊戌科會試第二百三十名，殿試登進士第三甲第二百二十二名。选授山东道御史，丁憂服闋，弘治八年（1495年）五月復除雲南道，出为廣東惠州府知府，十二年正月考察去職。

## 家族
曾祖父涂仁壽。祖父涂志斌。父亲涂秉彰。母吴氏。慈侍下。兄涂壽。弟涂幬。娶鄒氏。